# T17 (metrolijn)
De T17 is een lijn van de groene route van de Metro van Stockholm. De lijn is 19,6 km lang, telt 24 stations en het duurt 43 minuten om van het beginpunt naar het eindpunt te reizen. De lijn wordt geëxploiteerd door Storstockholms Lokaltrafik. In de late avond en in de vroeg morgen rijdt deze lijn niet verder dan Odenplan.
De lijn bestaat uit de volgende metrostations:
| naam                       | opening          | bouwdeel         | metro sinds                         | gemeente  | stadsdeel            |
| -------------------------- | ---------------- | ---------------- | ----------------------------------- | --------- | -------------------- |
| Åkeshov                    | 1 oktober 1944   | Ängbybanan       | 26 oktober 1952                     | Stockholm | Bromma               |
| Brommaplan                 | 1 oktober 1944   | Ängbybanan       | 26 oktober 1952                     | Stockholm | Bromma               |
| Abrahamsberg               | 1 oktober 1944   | Ängbybanan       | 26 oktober 1952                     | Stockholm | Bromma               |
| Stora Mossen               | 1 oktober 1944   | Ängbybanan       | 26 oktober 1952                     | Stockholm | Bromma               |
| Alvik                      | 31 augustus 1934 | Tranebergsbrug   | 26 oktober 1952                     | Stockholm | Bromma               |
| Kristineberg               | 31 augustus 1934 | Tranebergsbrug   | 26 oktober 1952                     | Stockholm | Kungsholmen          |
| Thorildsplan               | 26 oktober 1952  | Binnenstad noord | 26 oktober 1952                     | Stockholm | Kungsholmen          |
| Fridhemsplan               | 26 oktober 1952  | Binnenstad noord | 26 oktober 1952                     | Stockholm | Kungsholmen          |
| S:t Eriksplan              | 26 oktober 1952  | Binnenstad noord | 26 oktober 1952                     | Stockholm | Norrmalm             |
| Odenplan                   | 26 oktober 1952  | Binnenstad noord | 26 oktober 1952                     | Stockholm | Norrmalm             |
| Rådmansgatan               | 26 oktober 1952  | Binnenstad noord | 26 oktober 1952                     | Stockholm | Norrmalm             |
| Hötorget                   | 26 oktober 1952  | Binnenstad noord | 26 oktober 1952                     | Stockholm | Östermalm            |
| T-Centralen (hoofdstation) | 24 november 1957 | Binnenstad zuid  | 24 november 1957                    | Stockholm | Norrmalm             |
| Gamla stan                 | 24 november 1957 | Binnenstad zuid  | 24 november 1957                    | Stockholm | Södermalm            |
| Slussen                    | 1 oktober 1933   | Södertunneln     | 1 oktober 1950                      | Stockholm | Södermalm            |
| Medborgarplatsen           | 1 oktober 1933   | Södertunneln     | 1 oktober 1950                      | Stockholm | Södermalm            |
| Skanstull                  | 1 oktober 1933   | Södertunneln     | 1 oktober 1950                      | Stockholm | Södermalm            |
| Gullmarsplan               | 3 september 1946 | Skanstullbrug    | 1 oktober 1950                      | Stockholm | Södermalm            |
| Skärmarbrink               | 1 oktober 1950   | Skanstullbrug    | 1 oktober 1950                      | Stockholm | Enskede-Årsta-Vantör |
| Hammarbyhöjden             | 19 november 1958 | Skarpnäckgren    | 19 november 1958                    | Stockholm | Skarpnäck            |
| Björkhagen                 | 19 november 1958 | Skarpnäckgren    | 19 november 1958                    | Stockholm | Skarpnäck            |
| Kärrtorp                   | 19 november 1958 | Skarpnäckgren    | 19 november 1958                    | Stockholm | Skarpnäck            |
| Bagarmossen                | 15 augustus 1994 | Skarpnäck gård   | (18 november 1958) 15 augustus 1994 | Stockholm | Skarpnäck            |
| Skarpnäck                  | 15 augustus 1994 | Skarpnäck gård   | 15 augustus 1994                    | Stockholm | Skarpnäck            |

T10 · 
T11 · 
T13 · 
T14 ·
T15 · 
T17 · 
T18 · 
T19
Åkeshov· 
Brommaplan·
Abrahamsberg· 
Stora Mossen· 
Alvik · 
Kristineberg · 
Thorildsplan  · 
Fridhemsplan · 
S:t Eriksplan · 
Odenplan  · 
Rådmansgatan  · 
Hötorget · 
T-Centralen ·  
Gamla Stan · 
Slussen · 
Medborgarplatsen ·  
Skanstull · 
Gullmarsplan ·  
Skärmarbrink·  
Hammarbyhöjden·  
Björkhagen·  
Kärrtorp ·  
Bagarmossen·  
Skarpnäck